# Bernhard Lippert
Bernhard Lippert (ur. 12 marca 1962 w Sailauf) – niemiecki piłkarz, a także trener.

## Kariera piłkarska
W trakcie kariery Lippert grał w zespołach SpVgg Fürth oraz Rot-Weiss Frankfurt.

## Kariera trenerska
Lippert karierę rozpoczął w juniorach Eintrachtu Frankfurt, a następnie był asystentem szkoleniowca jego pierwszej drużyny. W sezonie 1998/1999, w grudniu był tymczasowym trenerem pierwszoligowego Eintrachtu. Nie poprowadził go jednak w żadnym spotkaniu. Potem powrócił do roli asystenta. Prowadził też drużynę U23 Eintrachtu. W 2008 roku został selekcjonerem reprezentacji Azerbejdżanu U-21, a w 2009 roku także kadry U-19 tego kraju.